# バークリーメソッド
バークリーメソッド（Berklee Method）とは、アメリカのバークリー音楽大学での教えられている音楽理論、もしくは音楽教育の事。バークリー音楽大学が現在のジャズ、ポピュラー音楽理論の発展に大いに貢献してきた事もあり、バークリーメソッドと呼ばれるのだが、日本独特の言い方でありアメリカ国内においてはあまり使われない。

## 歴史
バークリー音楽大学は1945年に当時音楽大学がクラシックが主流であった中、ジャズなどのポピュラー音楽を扱う大学として創設される。その後、アメリカで最も古い音楽大学であるニューイングランド音楽院と共に当時、未開拓であったポピュラー音楽教育の発展に大いに貢献していく。しかし、日本では穐吉敏子を始めとする多く日本人が卒業しているためバークリー音楽大学の方が知名度が非常に高いこともあり、これらの音楽理論や音楽教育を形容してバークリーメソッドと呼ばれる由縁となる。

## 内容
ある時間に対して、コード（和音）とスケール（音階）を組にして対応させる、というアヴェイラブル・ノート・スケールの概念が基本である。
コードの配列は原則として機能和声と代理和音の原理に従う。スケールはそれぞれのコードに対応していくつかの選択肢があり、演奏に際してはその中からどれかひとつを選択することになる。同じコードが鳴っている間は、ここで選択したスケールに基づいてメロディが演奏される。
たとえば、C F G7 Cというコード進行が与えられたとき、これにそれぞれスケールを対応させる一例として、
| C                    | F                      | G7                       | C                    |
| -------------------- | ---------------------- | ------------------------ | -------------------- |
| C メジャー・スケール | F リディアン・スケール | G ホールトーン・スケール | C メジャー・スケール |

などがある。

### スケール
スケールの構成音には、以下の3種類の音があるとされる。
- コード・ノート
コード・ノートとは、対応させられたコードに含まれている音である。これらの音は自由に使用することができる。通常は、和音の根音、第3音、第5音と、第6音または第7音である。
たとえば、C6のコードとC major scaleにおいては、C, E, G, Aの音がコード・ノートとされる。
- テンション
コード・ノートには含まれていないが、メロディの演奏の際にはコード・ノートと同じく頻繁に使用される音である。通常は、スケールの2度、4度、6度、7度であり、それぞれ9th, 11th, 13th, 7thと呼ばれる。
たとえば、C6のコードとC major scaleにおいては、D, Bの音がテンションとされる。
- アヴォイド・ノート
スケールには含まれているが、コードのサウンドを混乱させる恐れがあるため、使用することは極力避けるべきとされる。短い音価でのみ使用を許されている音である。
たとえば、C6のコードとC major scaleにおいては、Fの音がアヴォイド・ノートとされる。

以上まとめると、Cメジャースケールについては以下のように定められている。
| C      | D              | E      | F          | G      | A      | B              |
| ------ | -------------- | ------ | ---------- | ------ | ------ | -------------- |
| コード | テンション 9th | コード | アヴォイド | コード | コード | テンション 7th |